# Trichonotulus osetinus
Trichonotulus osetinus är en skalbaggsart som beskrevs av Medvedev och Dzhambazish 1977. Trichonotulus osetinus ingår i släktet Trichonotulus och familjen Aphodiidae. Inga underarter finns listade i Catalogue of Life.